# Lieja-Bastoña-Lieja 1934
La Lieja-Bastogne-Lieja 1934 fue la 24ª edición de la clásica ciclista Lieja-Bastoña-Lieja. La carrera se disputó el domingo 13 de mayo de 1934, sobre un recorrido de 213 km. El vencedor final fue el belga Theo Herckenrath (La Française-Dunlop) que venció al esprint a sus cuatro compañeros de fuga. Sus compatriotas Mathieu Cardynaels y Joseph Moerenhout (Dilecta) fueron segundo y tercero respectivamente. 

## Clasificación final
| Posición | Ciclista            | Equipo              | Tiempo   |
| -------- | ------------------- | ------------------- | -------- |
| 1        | Theo Herckenrath    | La Française-Dunlop | 6h01'30" |
| 2        | Mathieu Cardynaels  | -                   | s.t.     |
| 3        | Joseph Moerenhout   | Dilecta             | s.t.     |
| 4        | François Gardier    | Depas Cycles        | s.t.     |
| 5        | François Adam       | Alcyon              | s.t.     |
| 6        | Joseph Vanderhaegen | -                   | a 3'35"  |
| 7        | Jan-Jozef Horemans  | -                   | s.t.     |
| 8        | Charles Mathieu     | -                   | s.t.     |
| 9        | Antoine Dignef      | Depas Cycles        | s.t.     |
| 10       | Camille Schallier   | -                   | a 3'38"  |